# غاندزاك (أرمينيا)
غاندزاك (بالأرمنية: Գանձակ)‏ ) هي قرية تقع في بلدية كافار بمقاطعة كغاركونيك في أرمينيا . تقع القرية على الجانب الشرقي من نهر كافار، على بعد 3 كم جنوب غرب المركز الإقليمي كافار، بمتوسط ارتفاع 1980 متر فوق مستوى سطح البحر.

## التاريخ
من معالم القرية كنيسة سانت أستفاتسين نصف المدمرة ويعود تاريخها إلى القرن الرابع أو الخامس الميلادي، وفيها أيضاً كنيسة القديس كيفورك التي تعود إلى القرن التاسع أو العاشر، وفي العصور القديمة كان بها قاعة مقببة. في القرن التاسع عشر، غطى المهاجرون الأرمن من أرمينيا الغربية أسطح الكنيسة المدمرة بالأخشاب. 

## معرض صور

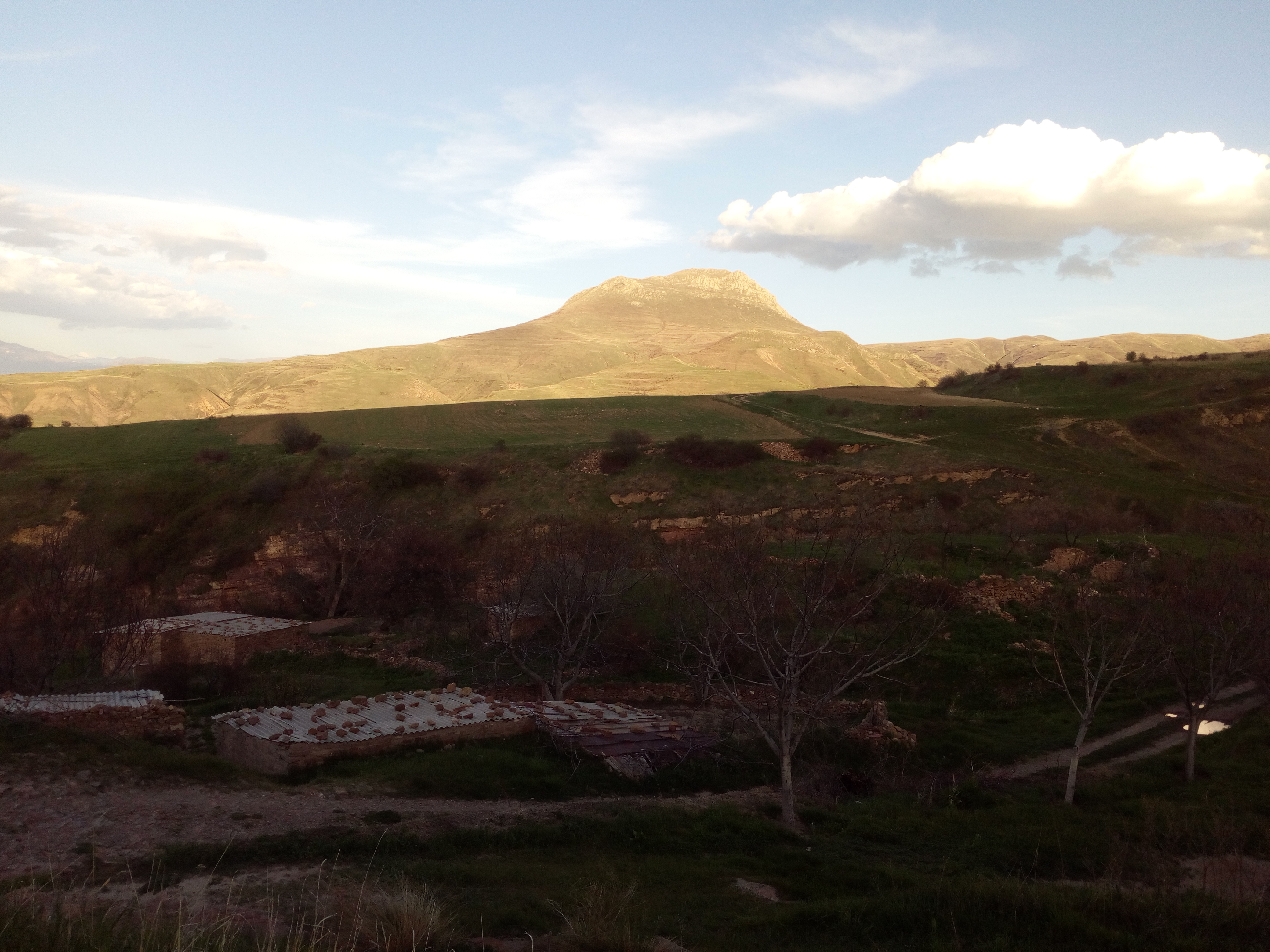
منظهر من المناطق المحيطة بالقرية
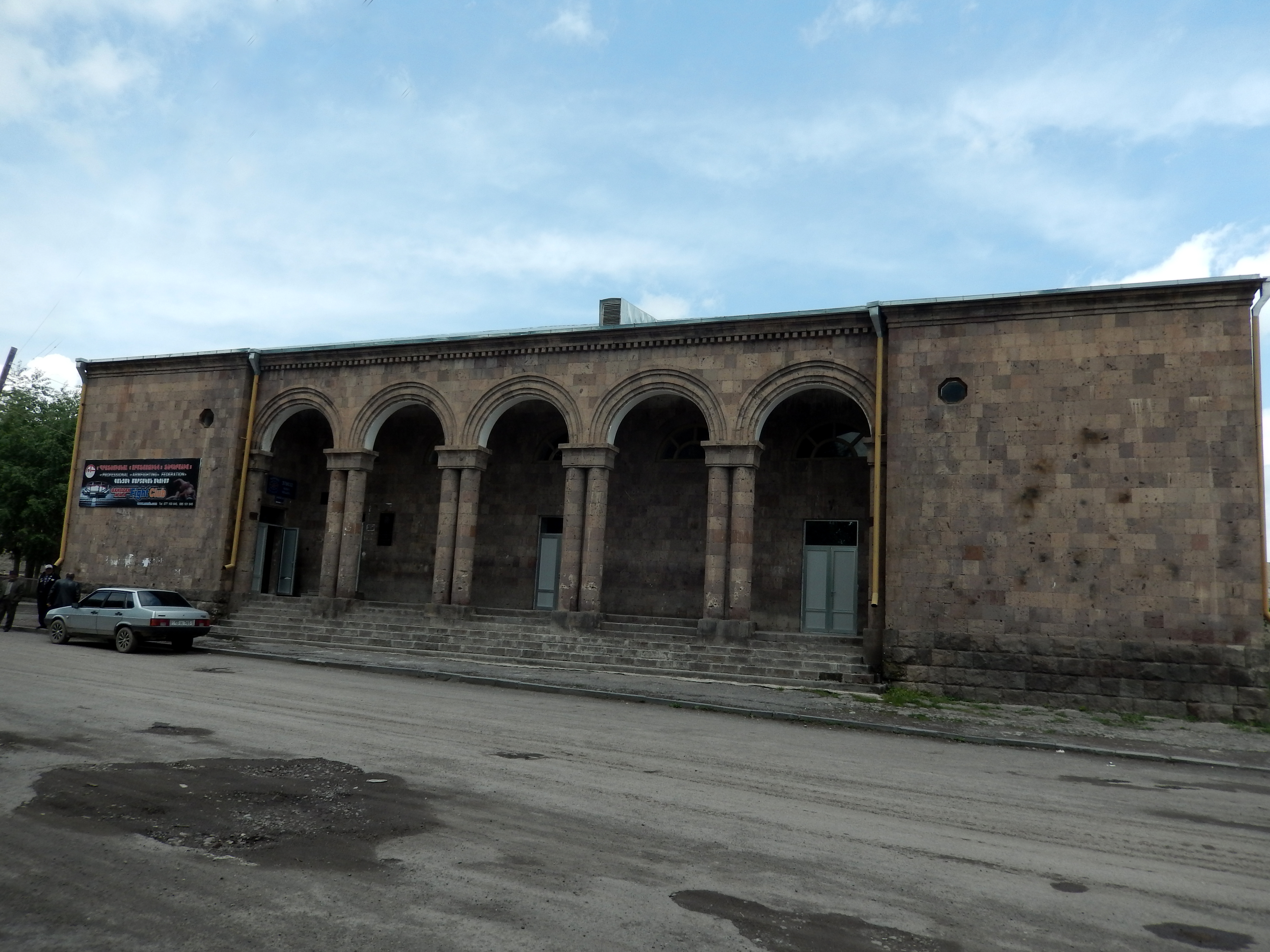
بيت الثقافة في غاندزاك
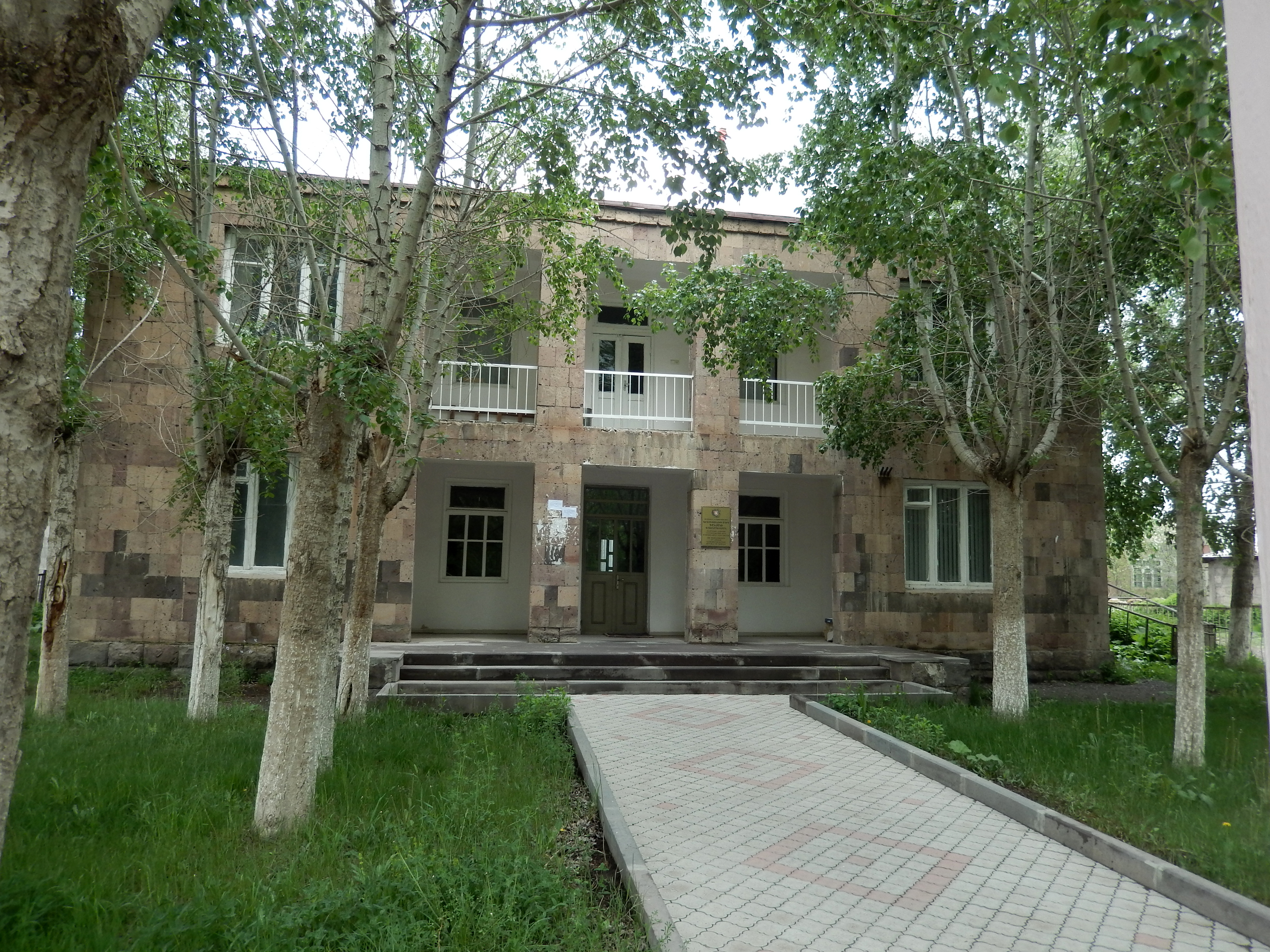
مبنى البلدية
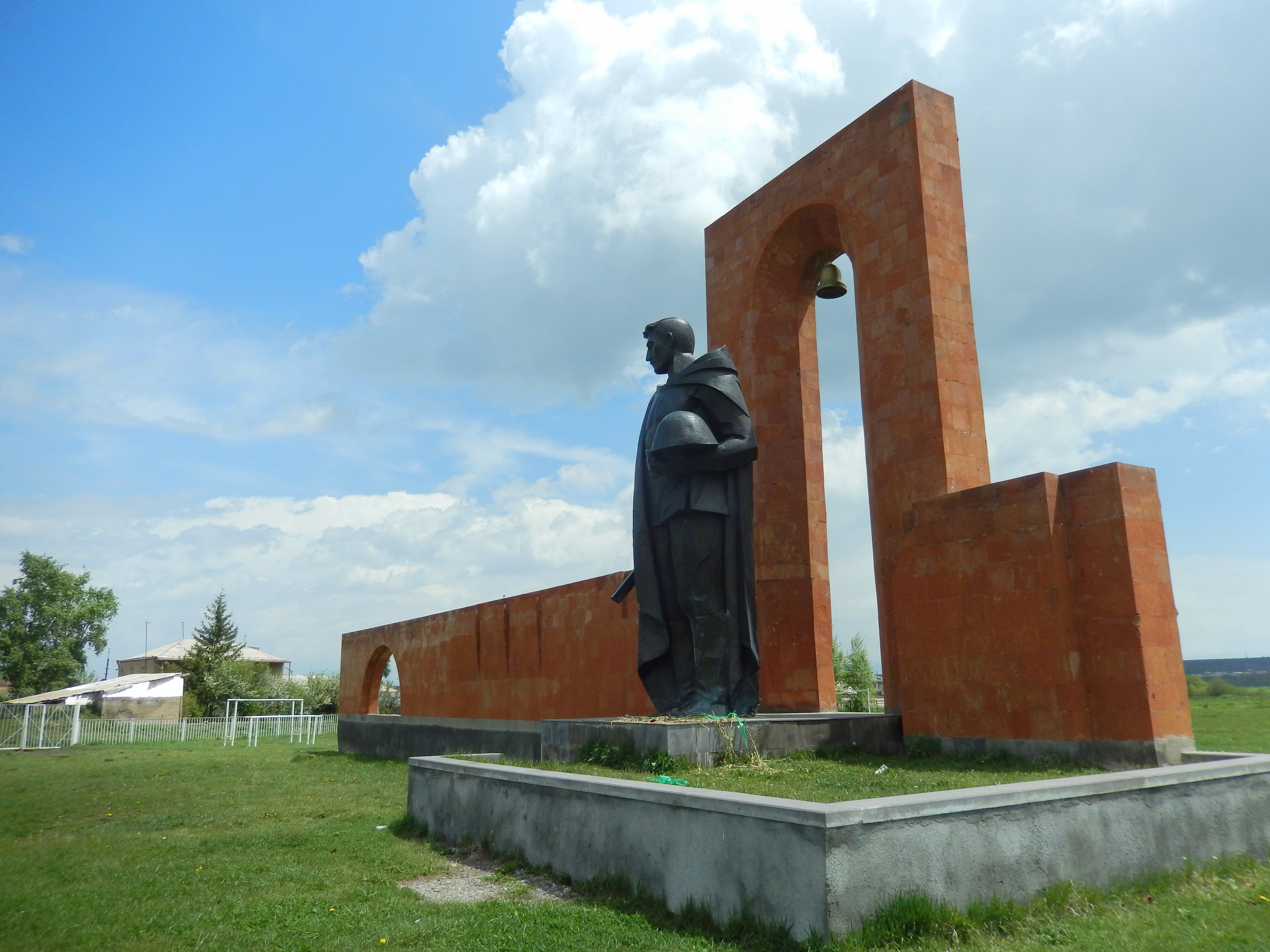
أحد جبال القرية
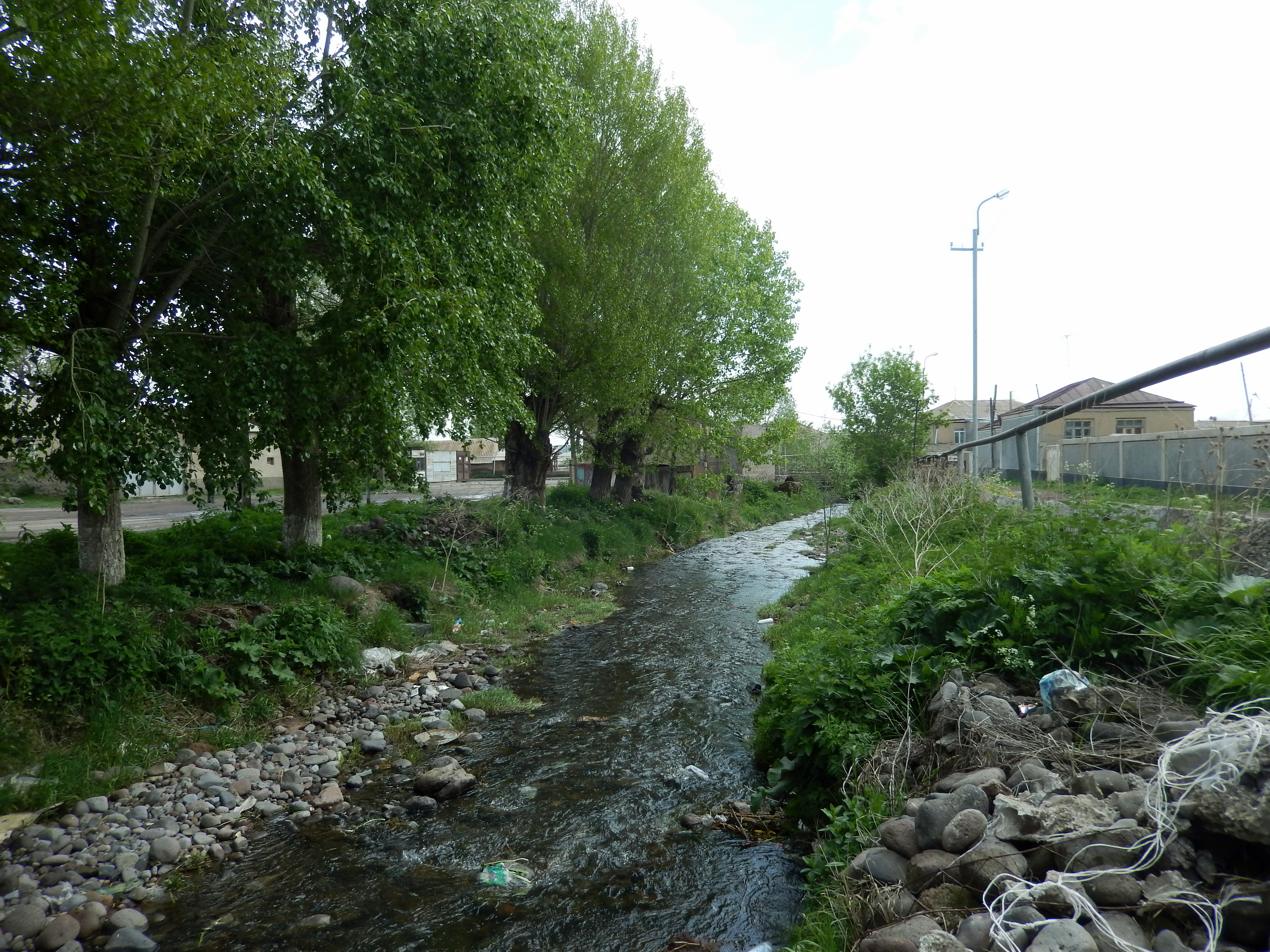
نهر في غاندزاك
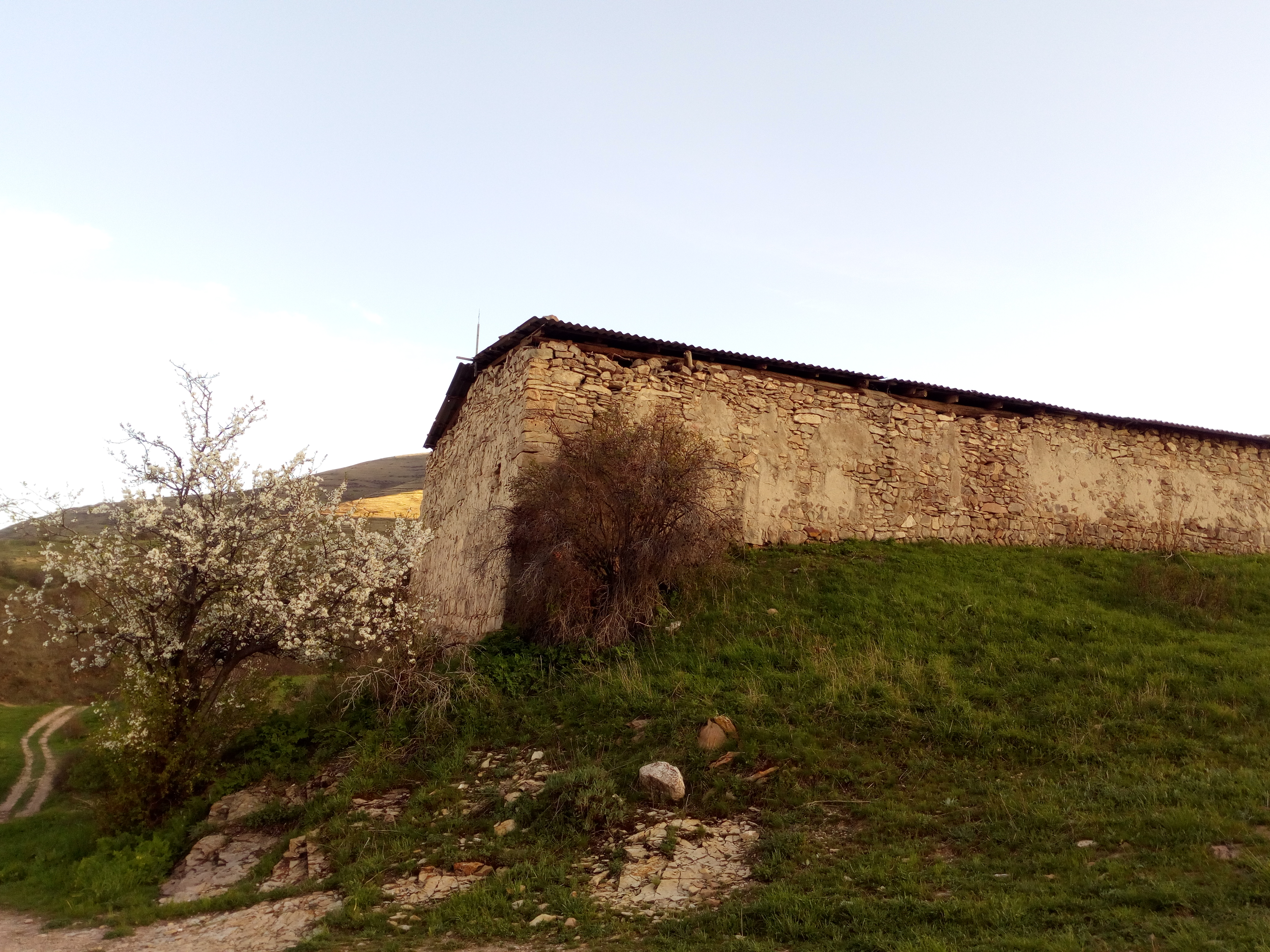
كنيسة في غاندزاك

## روابط خارجية
- Report of the results of the 2001 Armenian Census, Statistical Committee of Armenia